# Catherine Obianuju Acholonu
Catherine Obianuju Acholonu (26 de outubro de 1951 - 18 de março de 2014) foi uma autora nigeriana, pesquisadora e ativista política.
Ela serviu como Conselheira Especial Sénior (SSA) do Presidente Olusegun Obasanjo em Artes e Cultura e foi membro fundador da Associação de Autores Nigerianos (ANA).

## Carreira

### Academia
Acholonu lecionou no Departamento de Inglês da Alvan Ikoku Federal College of Education, em Owerri, desde 1978, e escreveu mais de 16 livros.
Ela também co-fundou o Centro de Pesquisa Catherine Acholonu para se concentrar no revisionismo histórico centrado na Pré-História do continente africano, naquela que foi a primeira iniciativa de pesquisa com o nome de uma mulher nigeriana.

### Política
Em 1992, concorreu sem sucesso ao cargo de presidente da Nigéria como candidata da Convenção Nacional Republicana. Nessa época, o seu marido era vice-governador do estado de Imo pelo mesmo partido.
A partir de 1999, serviu como Conselheira Especial Sénior (SSA) do Presidente Olusegun Obasanjo em Artes e Cultura antes de renunciar ao cargo em 2002, isto para disputar a cadeira do distrito senatorial de Orlu no estado de Imo como candidata do Partido Nacional Democrático e reentrar na política eleitoral ativa. No entanto, perdeu para Arthur Nzeribe.

### Trabalhos e recepção

#### Poemas
Catherine tem sido amplamente considerada uma das poetisas mais notáveis da Nigéria. Os seus poemas foram incluídos no Heinemann Book of African Female Writers e outras antologias. Temas afro-surrealistas têm-se destacado.

#### As Raízes Igbo de Olaudah Equiano
A sua primeira monografia explorou a história oral Igbo para localizar a casa ancestral de Olaudah Equiano em Isseke, Ihiala. No entanto, as descobertas foram rejeitadas quase unanimemente e os seus métodos historiográficos foram amplamente criticados por outros historiadores.

## Honras
Ela foi incluída entre as maiores mulheres da Nigéria pelo Conselho Nacional de Sociedades de Mulheres (NCWS) em 1997. As suas obras foram selecionadas como material de leitura para escolas secundárias e universidades na Nigéria e departamentos de estudos africanos de universidades em toda a América e Europa.

### Dramas e peças
- Trial of the Beautiful Ones: uma peça em um ato, Owerri, Nigéria: Totan, 1985—baseado no mito Igbo ogbanje.[17]
- The Deal and Who is the Head of State, Owerri, Nigéria: Totan, 1986[18]
- Into the Heart of Biafra: uma peça em três atos, Owerri, Nigéria: C. Acholonu, 1970[19]

### Livros
- As raízes Igbo de Olaudah Equiano: uma pesquisa antropológica - 1 de janeiro de 1989[20]
- O Acordo e Quem é o Chefe de Estado[20]
- A última gota da primavera[20]
- Nigéria no ano de 1999 (Séries TOT)
- No Coração de Biafra (Séries TOP)
- Julgamento dos Belos[20]